# Valentín Barbero
Valentín Barbero (La Carlota, 13 luglio 2000) è un calciatore argentino, centrocampista del Belgrano.

## Caratteristiche tecniche
È un esterno destro.

## Carriera
Cresciuto nel settore giovanile del Belgrano, debutta in prima squadra il 27 giugno 2017 in occasione dell'incontro di Primera División pareggiato 0-0 contro l'Huracán.

## Statistiche

### Presenze e reti nei club
Statistiche aggiornate al 31 luglio 2021.
| Stagione        | Squadra         | Campionato      | Campionato | Campionato | Coppe nazionali | Coppe nazionali | Coppe nazionali | Coppe continentali | Coppe continentali | Coppe continentali | Altre coppe | Altre coppe | Altre coppe | Totale | Totale |
| Stagione        | Squadra         | Comp            | Pres       | Reti       | Comp            | Pres            | Reti            | Comp               | Pres               | Reti               | Comp        | Pres        | Reti        | Pres   | Reti   |
| --------------- | --------------- | --------------- | ---------- | ---------- | --------------- | --------------- | --------------- | ------------------ | ------------------ | ------------------ | ----------- | ----------- | ----------- | ------ | ------ |
| 2016-2017       | Belgrano        | PD              | 1          | 0          | CA              | 0               | 0               |                    | -                  | -                  |             | -           | -           | 1      | 0      |
| 2018-2019       | Belgrano        | PD              | 0          | 0          | CA              | 1               | 0               |                    | -                  | -                  |             | -           | -           | 1      | 0      |
| 2021            | Belgrano        | PN              | 10         | 0          | CA              | 0               | 0               |                    | -                  | -                  |             | -           | -           | 10     | 0      |
| 2021            | Banfield        | PD              | 4          | 0          | CA+CdL          | 1+0             | 0               |                    | -                  | -                  |             | -           | -           | 5      | 0      |
| Totale carriera | Totale carriera | Totale carriera | 15         | 0          |                 | 2               | 0               |                    | -                  | -                  |             | -           | -           | 17     | 0      |